# Полет 759 на „Еър Канада“
Полет 759 на „Еър Канада“ е международен пътнически полет от международното летище „Торонто Пиърсън“, Мисисауга, Онтарио, Канада, до международното летище „Сан Франциско“, Сан Франциско, Калифорния, Съединените американски щати, управляван от „Еър Канада“. На 7 юли 2017 г. самолетът „Еърбъс А320-211“, който изпълнява полета, почти участва в инцидент на международното летище в Сан Франциско, когато получава разрешение за кацане от контрола на въздушното движение по време на последния си заход. Вместо да се изравни с пистата, самолетът се изравнява с пътека за рулиране, на която четири напълно натоварени и заредени пътнически самолета чакат разрешение за излитане.
Екипажът инициира прекратяване на кацането, след което каца на писта 28R без допълнителни инциденти. Веднага след това, един от подготвените самолети на пистата за рулиране излита към планираните дестинации без повече инциденти. Последва разследване от Националния съвет за безопасност на транспорта, което установява, че самолетът на „Еър Канада“ се спуска на 18 м над земята, преди да започне да се изкачва, и че пропуска да се сблъска с един от самолетите на пистата. Отчетеното разстояние между двете машини в този момент, е 4,3 м.
Вероятната причина за объркването, е успоредна пътека за рулиране и неспособността на екипажа да използва системата за кацане по прибори, както и умората на пилота. Събитията се обсъждат от бивши пилоти, един от които смята, че инцидентът, който почти се случва „вероятно се е доближил до най-голямата авиационна катастрофа в историята“, защото 5 самолета и потенциално над 1000 души са изложени на непосредствен риск от катастрофа, по-голяма от тази на летището в Тенерифе през 1977 г.

## В гижте също
- Авиокатастрофа в Тенерифе